# Scarus koputea
Scarus koputea és una espècie de peix de la família dels escàrids i de l'ordre dels perciformes.
Els mascles poden assolir els 31 cm de longitud total.
Es troba a les Illes Marqueses.